# Masters de Canadá 2011
El Masters de Canadá 2011 (también conocido como Rogers Cup por razones de patrocinio) fue un torneo de tenis jugado sobre pista dura. Fue la edición número 122 de este torneo. El torneo masculino formó parte de los ATP World Tour Masters 1000 en la ATP, el torneo femenino formó parte de los WTA Premier Events en la WTA. Se celebró entre el 5 y el 14 de agosto de 2011.

## Campeones

### Individuales masculinos
Novak Djokovic vence a  Mardy Fish por 6-2, 3-6 y 6-4.

### Dobles masculinos
Michael Llodra /  Nenad Zimonjic vencen a  Bob Bryan /  Mike Bryan por 6-4, 6-7(5) y [10-5].

### Individuales femeninos
Serena Williams vence a  Samantha Stosur por 6-4 y 6-2.

### Dobles femeninos
Liezel Huber /  Lisa Raymond vencen a  Victoria Azarenka /  Maria Kirilenko por retiro.
| Predecesor: Canadá 2010          | Masters de Canadá 2011           | Sucesor: Canadá 2012                |
| Predecesor: Masters de Roma 2011 | ATP World Tour Masters 1000 2011 | Sucesor: Masters de Cincinnati 2011 |